# Юркино (Медведевский район)
Ю́ркино (мар. Юркан) — деревня в Медведевском районе Марий Эл Российской Федерации. Входит в состав Шойбулакского сельского поселения.
Численность населения — 107 человек (2014 год).

## География
Юркино располагается в 2 км от административного центра сельского поселения — села Шойбулак.

## История
В списках селений Царевококшайского уезда в 1795 году деревня впервые названа выселком из деревни Большой Шаплак с одним двором. В 1886 году в деревне было уже 7 дворов и 45 жителей, в 1898 году число жителей увеличилось до 199..

## Население
| 2010 | 2011 | 2012 | 2013 | 2014 |
| ---- | ---- | ---- | ---- | ---- |
| 98   | →98  | ↗101 | →101 | ↗107 |

Национальный состав на 1 января 2014 г.:
| Национальность | Численность, чел. | Доля    |
| -------------- | ----------------- | ------- |
| всего          | 107               | 100,0 % |
| Марийцы        | 96                | 89,7 %  |
| Русские        | 10                | 9,3 %   |
| другие         | 1                 | 0,9 %   |

## Инфраструктура
Жители проживают в индивидуальных домах, не имеющих централизованного водоснабжения и водоотведения. Деревня газифицирована.
Улично-дорожная сеть деревни имеет грунтовое покрытие, с федеральной автомобильной дорогой Р176 «Вятка» деревню связывает дорога с щебневым покрытием.

## Известные уроженцы
- Кудрявцев Леонид Викторович (1946—1997) — наладчик, бригадир звена Йошкар-Олинского завода «Контакт». Лауреат Государственной премии СССР.